# 세 당구

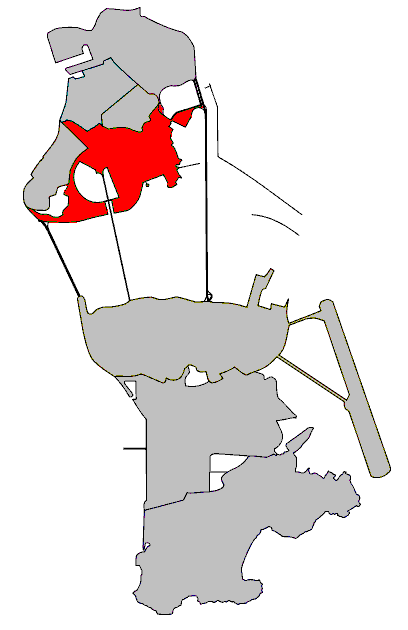
세 당구의 위치

세 당구(포르투갈어: Freguesia da Sé 프레게지아 다 세[*]) 또는 다 당구(중국어 간체자: 大堂区, 정체자: 大堂區, 병음: Dà Tángqū, 한국어: 대당구)는 마카오반도 남동부에 위치한 당구로 면적은 1.43 km2, 인구는 29,000명이다. 마카오에서 노사세뇨라드파티마 당구 다음으로 두 번째로 큰 당구이다.
세 당구 서부 지역은 역사적으로 마카오 경제의 중심지 역할을 했으며 중남부 지역에는 남만 중심 상업 지구가 들어서 있다. 마카오에 있는 20개 이상의 은행이 이 곳에 위치한다. 고급 음식점과 4, 5성급 호텔이 많이 들어서 있으며 바다와 인접한 세 당구 동부 지역에는 고층 빌딩과 마카오 외항 페리 터미널이 들어서 있다.